# Skanstull
Skanstull is een metrostation in de Stockholmse wijk Södermalm. Het ligt onder de Götgatan bij de kruising met de Ringvägen. 

## Aanleg
Het station werd tegelijk met Södra Bantorget op 1 oktober 1933, onder de naam Ringvägen, geopend en deze twee stations zijn de oudste ondergrondse stations van de Stockholmse metro. De architecten, Holger Blom en Gunnar Lene, gebruikten de metro van Berlijn als voorbeeld. De perrons liggen op 5 meter diepte vlak onder straat niveau. Het was het zuidelijkste station van de Södertunneln al werd het traject destijds, dat we tegenwoordig als premetro zouden aanmerken, al Tunnelbanan genoemd. De tunneluitgang lag aan de zuidwestkant van het kruispunt en de sneltrams reden ten zuiden van het station samen met het wegverkeer over de Skansbron om de zuidelijke voorsteden te bereiken. In 1946 kwam een nieuwe brug, de Skanstullbrug, voor de metro gereed en de tunnel werd vlak langs de gevel van het warenhuis Åhléns verlengd tot aan de brug. De oorspronkelijke tunneluitgang werd later overbouwd door het warenhuis hetgeen nog te zien is aan de verschillende bouwstijlen van het gebouw. Tot de start van het metroverkeer werd de metrobrug gebruikt door de sneltrams tussen het centrum en de zuidelijke voorsteden.

## Ombouw
Na de opening van de dienst over de Skanstullbrug op 3 september 1946 begon de verbouwing van de premetro tot metro waarbij ook het perron verlengd werd om het geschikt te maken voor de nieuwe metrostellen. De ophangpunten voor de bovenleiding in de tunnel zijn nog steeds zichtbaar boven de sporen en ook het grootste deel van het gele tegelwerk uit 1933 is behouden. Op 1 oktober 1950 werd gestart met het metroverkeer op lijn T18 werd de naam van het station gewijzigd in Skanstull. De ombouw van de Örbybanan (T19) was echter pas op 9 september 1951 voltooid en tot die tijd reden zowel sneltrams van lijn 19 als metro's van lijn T18 door de tunnel. Het station wordt bediend door alle lijnen van de groene route en ligt tussen de stations Medborgarplatsen en Gullmarsplan op 1,2 kilometer ten zuiden van Slussen.

## Station
Het station kent twee toegangshallen, aan de zuidkant bij Götgatan/Ringvägen uit 1933 en aan de noordkant bij de Allhelgonagatan die op 21 november 1957 werd geopend. Als bijzonderheid geldt dat de reizigers onder het spoor doorgaan om het eilandperron te bereiken, terwijl bij de meeste ondergrondse station de verdeelhal tussen de straat en de perrons ligt. Het station is in 2003-2004 verbouwd en na de verbouwing werd een kunstwerk in gebruik genomen dat bestaat uit monitoren waarop kunstfilms worden vertoond. Tegelijktijdig worden maximaal zes verschillende films getoond en ieder half jaar vindt vervanging van de films plaats. In 2009 is het perron gerenoveerd.

## Galerij

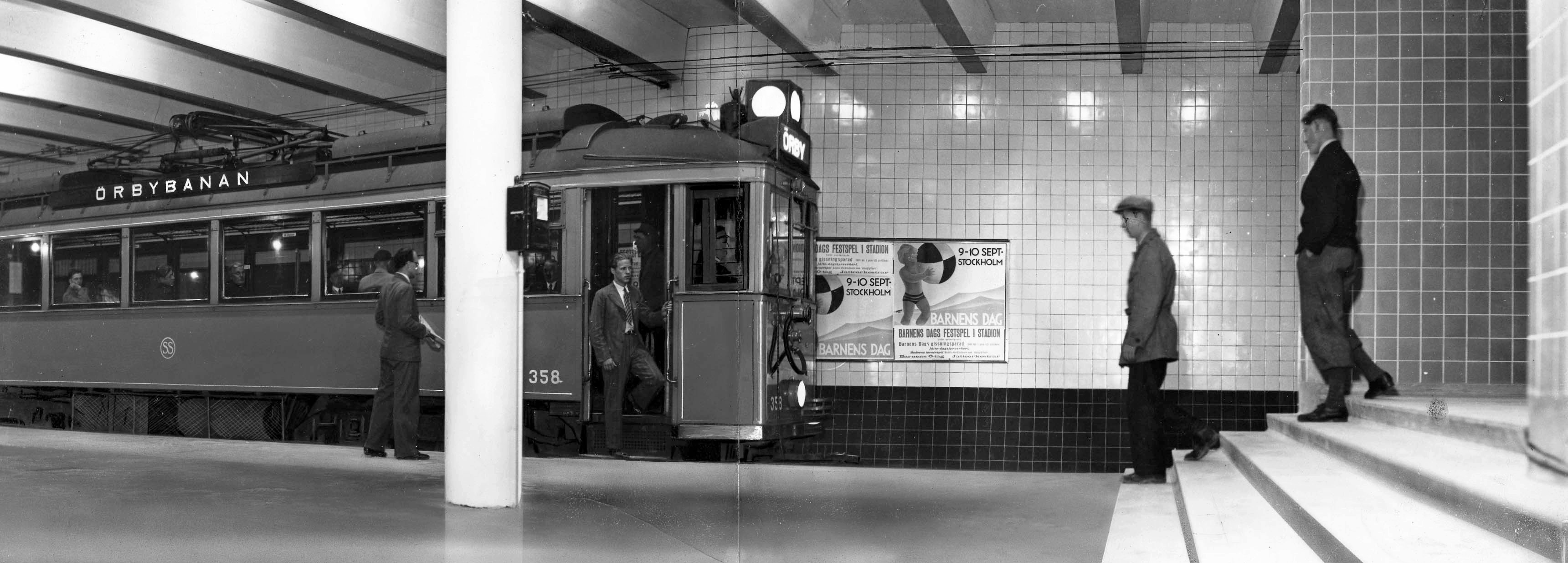
Tijdens het premetro tijdperk overbrugde een extra trap het hoogteverschil tussen metro en tram hoogte van het perron

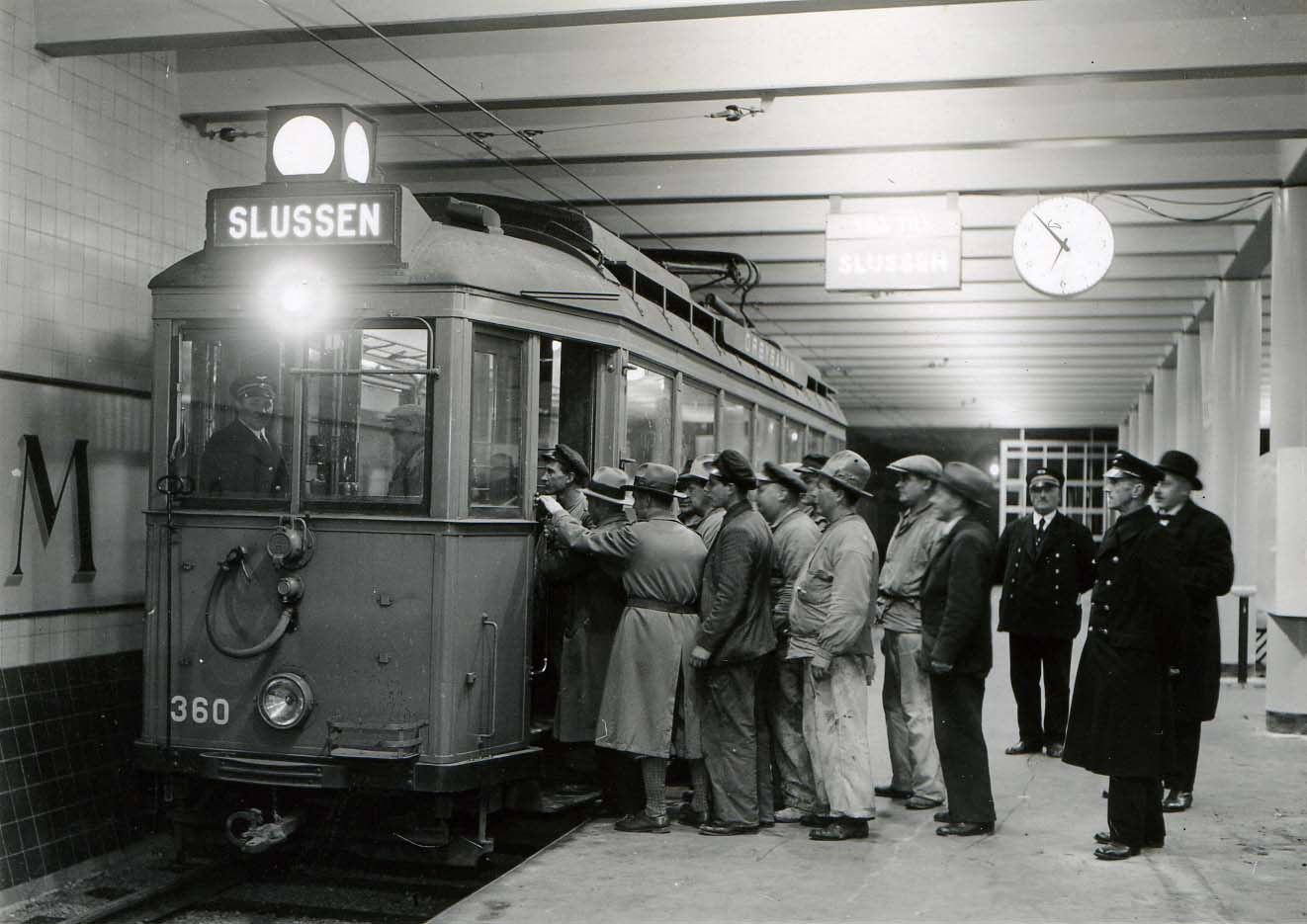
Grote belangstelling bij een proefrit op 8 september 1933
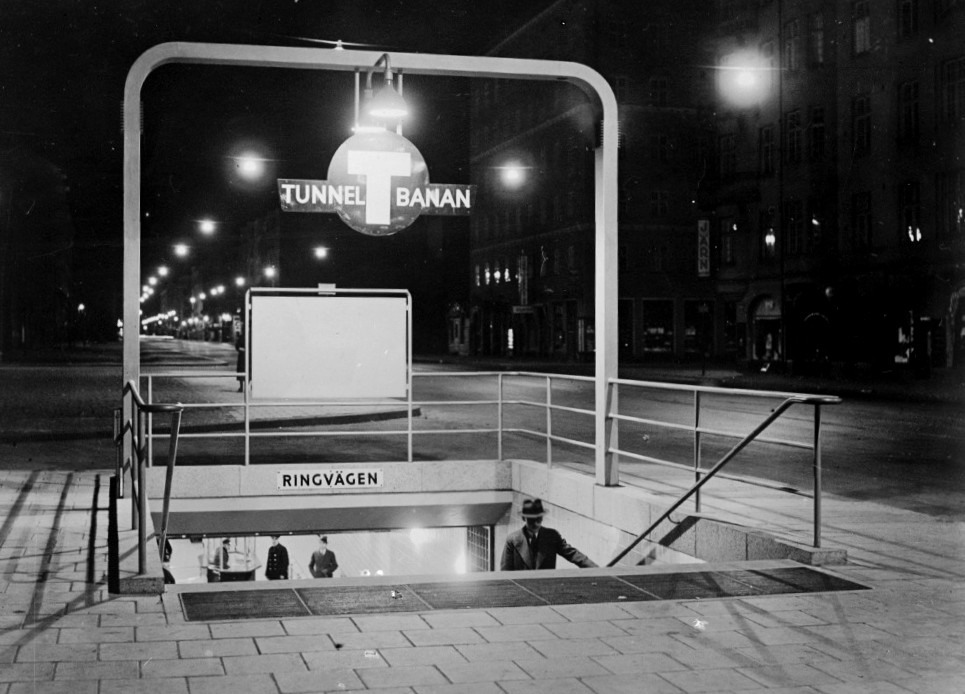
De ingang in 1933
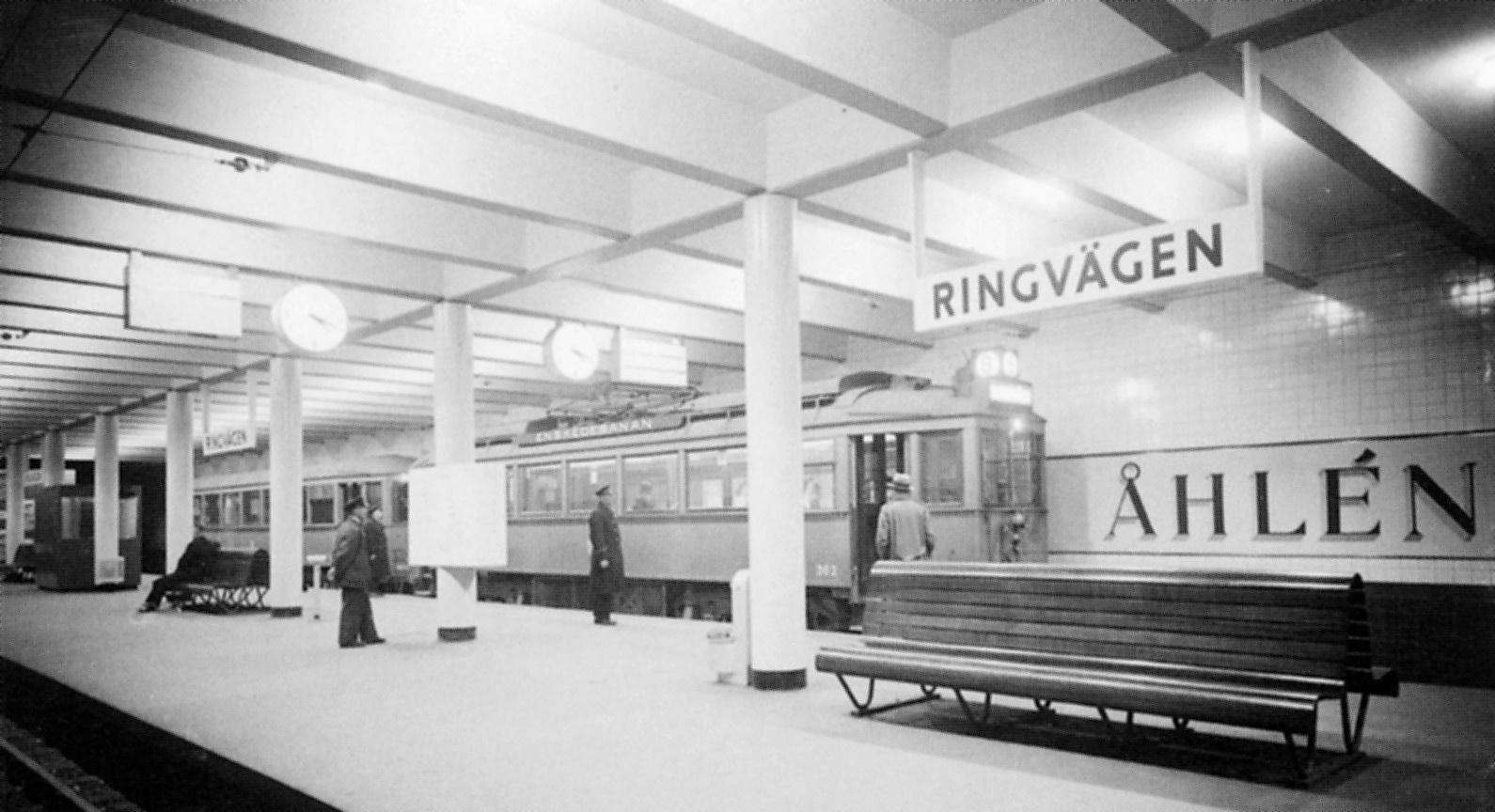
Het station in 1935
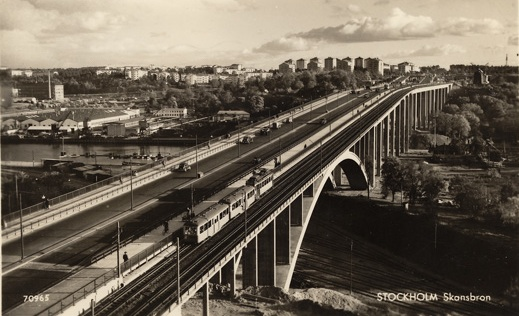
De Skanstullbrug gezien uit het noorden, met sneltram op het metrospoor in 1947
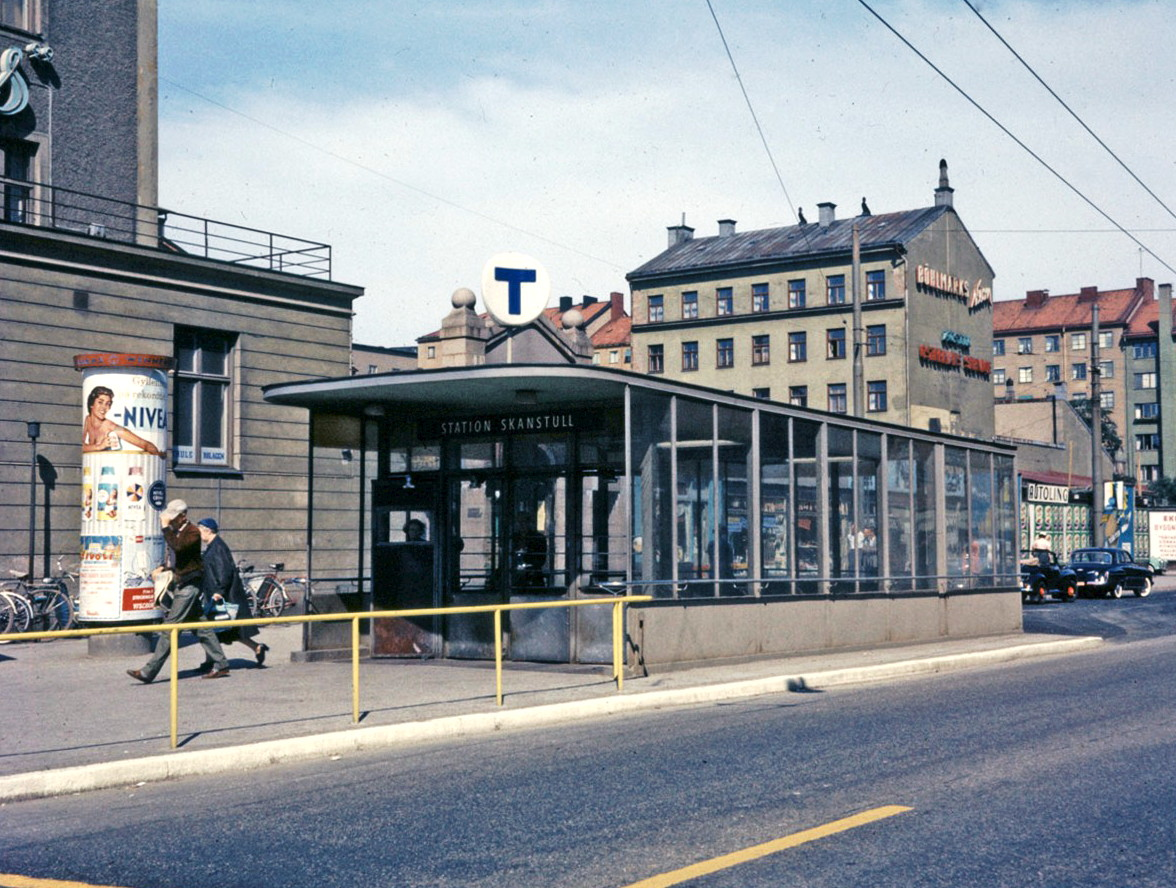
De ingang in 1957
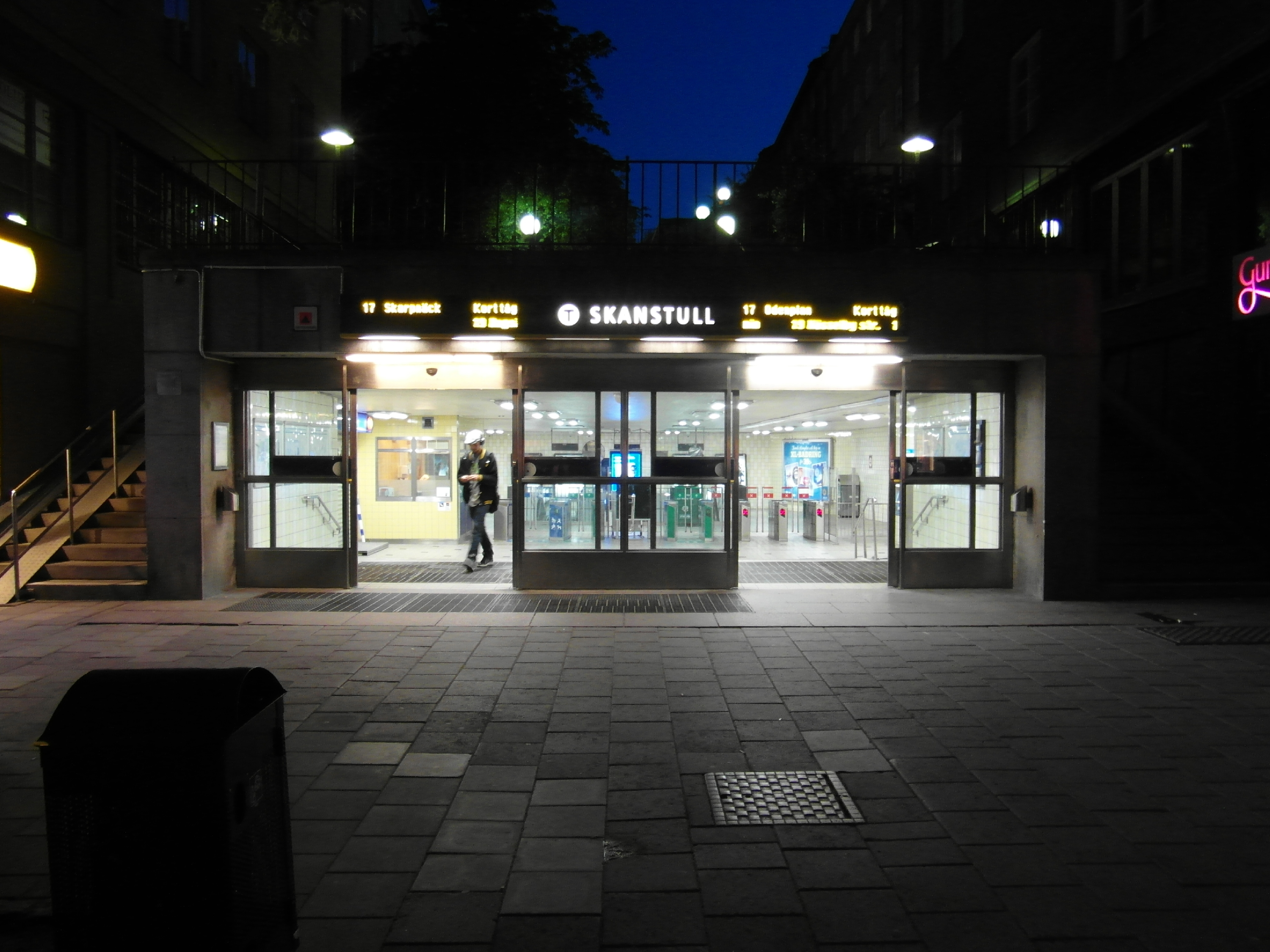
De noordelijke ingang

Åkeshov· 
Brommaplan·
Abrahamsberg· 
Stora Mossen· 
Alvik · 
Kristineberg · 
Thorildsplan  · 
Fridhemsplan · 
S:t Eriksplan · 
Odenplan  · 
Rådmansgatan  · 
Hötorget · 
T-Centralen ·  
Gamla Stan · 
Slussen · 
Medborgarplatsen ·  
Skanstull · 
Gullmarsplan ·  
Skärmarbrink·  
Hammarbyhöjden·  
Björkhagen·  
Kärrtorp ·  
Bagarmossen·  
Skarpnäck
Alvik · 
Kristineberg · 
Thorildsplan  · 
Fridhemsplan · 
S:t Eriksplan · 
Odenplan  · 
Rådmansgatan  · 
Hötorget · 
T-Centralen ·  
Gamla Stan · 
Slussen · 
Medborgarplatsen ·  
Skanstull · 
Gullmarsplan ·  
Skärmarbrink ·  
Blåsut·  
Sandsborg·  
Skogskyrkogården ·  
Tallkrogen·
Gubbängen·  
Hökarängen·
Farsta·
Farsta strand
Hässelby strand · 
Hässelby gård ·
Johannelund ·
Vällingby ·
Råcksta ·
Blackeberg ·
Islandstorget ·
Ängbyplan ·
Åkeshov· 
Brommaplan·
Abrahamsberg· 
Stora Mossen· 
Alvik · 
Kristineberg · 
Thorildsplan  · 
Fridhemsplan · 
S:t Eriksplan · 
Odenplan  · 
Rådmansgatan  · 
Hötorget · 
T-Centralen ·  
Gamla Stan · 
Slussen · 
Medborgarplatsen ·  
Skanstull · 
Gullmarsplan ·  
Globen ·
Enskede gård ·
Sockenplan ·
Svedmyra ·
Stureby ·
Bandhagen ·
Högdalen ·
Rågsved ·
Hagsätra